# Karavelova Point
Der Karavelova Point (englisch; bulgarisch нос Каравелова nos Karawelowa) ist eine Landspitze im Nordosten der Warna-Halbinsel auf der Livingston-Insel im Archipel der Südlichen Shetlandinseln. Sie bildet 7,8 km südöstlich des Williams Point, 2,75 km südöstlich des Pomorie Point, 2,75 km nordwestlich des Inott Point und 7,13 km nordöstlich des Miziya Peak die Südseite der Einfahrt zur Lister Cove.
Bulgarische Wissenschaftler kartierten sie im Zuge der Vermessung der Tangra Mountains zwischen 2004 und 2005. Die bulgarische Kommission für Antarktische Geographische Namen benannte sie 2005 nach der bulgarischen Übersetzerin, Autorin und Frauenrechtsaktivistin Ekaterina Karawelowa (1860–1947).